# Себастијан Курц
Себастијан Курц (Беч, 27. август 1986) аустријски је политичар, бивши канцелар Аустрије, председник Аустријске народне странке и бивши министар за Европу, интеграције и спољне послове у другој коалиционој влади (Аустријска народна партија и Социјалдемократска партија Аустрије) Вернера Фајмана.
На место канцелара Аустрије изабран је 18. децембра 2017. године, након коалиционе владе Аустријске народне странке и Слободарске партије. Постао је најмлађи канцелар у историји Аустрије.
Бака по мајци, Магдалена Дулер, рођена је у Темерину.
Своју другу оставку на место канцелара је поднео 9. октобра 2021. Тужилаштво терети њега и још девет особа из његовог круга да су 2016. године злоупотребили државне фондове, како би наручили истраживања јавног мнења која би повољно утицала на изборне резултате Народне странке (ÖVP). Такође се терети и да је 2016. новцем из Министарства финансија подмићивао медије да би извештавали против Рајнхолда Митерленера, тадашњег вицеканцелара и лидера Народне странке, и тиме помогли Курцу да дође на његово место. Након оставке ће остати шеф посланичке групе своје странке, а коалициони партнер у влади, Зелена странка, је подржала предлог Народне странке Александера Шаленберга као новог канцелара.